# Borås kommun
Borås kommun är en kommun i Västra Götalands län, i före detta Älvsborgs län. Centralort är Borås. 
Borås kommun är belägen den nederbördsrika västsidan av Sydsvenska höglandet. Terrängen utgörs av kuperade sprickdalar. En stor del är klädd med barrskog men området är också rikt på sjöar och myrmarker. Tillsammans med övriga Sjuhäradsbygden bildar Borås kommun en av Sveriges mest särpräglade industriregioner som tidigare hade en betydande textilindustri.
Sedan kommunen fick sin nuvarande gränsdragning 1995 har befolkningstrenden varit positiv. Mandatperioden 2022–2026 styrs kommunen av en mittenkoalition bestående av Centerpartiet, Miljöpartiet, Liberalerna och Socialdemokraterna.

## Administrativ historik
Kommunens område motsvarar socknarna: Borgstena, Bredared, Brämhult, Dannike, Fristad, Gingri, Kinnarumma, Ljushult, Rångedala, Sandhult, Seglora, Toarp, Torpa, Tämta, Tärby, Vänga och Äspered. I dessa socknar bildades vid kommunreformen 1862 landskommuner med motsvarande namn. I området fanns också sedan 1621 Borås stad som 1863 bildade en stadskommun. 1920 inkorporerades Torpa landskommun i Borås stad.
Vid kommunreformen 1952 bildades ett antal "storkommuner" i området: Fristad (av de tidigare kommunerna Borgstena, Fristad, Gingri, Tämta, Tärby och Vänga), Lysjö (av Hillared, Ljushult, Roasjö  och Sexdrega), Länghem (av Dannike, Länghem och Månstad), Sandhult (av Bredared och Sandhult) och Toarp (av Rångedala, Toarp och Äspered). Landskommunerna Brämhult, Kinnarumma och Seglora samt Borås stad förblev oförändrade.
1961 bildades Viskafors landskommun av Kinnarumma och Seglora landskommuner och 1967 bildades Dalsjöfors landskommun av Toarps landskommun samt Dannike församling ur den då upplösta Länghems landskommun. Borås kommun bildades vid kommunreformen 1971 av Borås stad och Brämhults landskommun. Samtidigt upplöstes och delades Lysjö landskommun. Huvuddelen fördes då till Svenljunga kommun medan Ljushults församling fördes till Dalsjöfors kommun. 1974 införlivades kommunerna Bollebygd, Dalsjöfors, Fristad, Sandhult och Viskafors i Borås kommun.
1995 återbildades Bollebygds kommun genom en utbrytning ur Borås kommun.
Kommunen ingår sedan bildandet i Borås domkrets.
Kommunen ingår sedan 2010 i Förvaltningsområdet för finska. 

### Kommun eller stad
Borås är en av de 14 kommuner i landet som beslutat benämna sig stad. Beslutet gäller från den 1 januari 2003, med motiveringen att namnet är en fördel i marknadsföring för kommunen. Liksom i andra liknande sammanhang gäller att den strikt formella benämningen fortfarande är kommun. Även kommunfullmäktige och kommunstyrelsen heter så, dock har de tio tidigare kommundelsnämnderna ändrats till tre stadsdelsnämnder år 2011.

## Geografi
Borås kommun är belägen i Sjuhäradsbygden, som traditionellt dominerades av textilindustri och gårdfarihandlare. Kommunen gränsar till kommunerna (räknat medurs) Vårgårda, Herrljunga, Ulricehamn, Tranemo, Svenljunga, Mark och Bollebygd, samtliga belägna i landskapet Västergötland och i Västra Götalands län.
I riktning från nordöst till sydväst rinner ån Viskan.

### Topografi och hydrografi
Borås kommun är belägen den nederbördsrika västsidan av Sydsvenska höglandets. Terrängen utgörs av kuperade sprickdalar. En stor del är klädd med barrskog men området är också rikt på sjöar och myrmarker. På östra och västra sidan om Öresjö finns höjdområden som når mer än 300 meter över havet. De är barrskogsklädda har en karaktär av norrlandsterräng. I dalgångarna och uppe på stora moränryggar finns inslag av jordbruksmark. I östra delarna av kommunen finns partier av småskaligt odlingslandskap med inslag av ädellövskog.
Viskan är Borås viktigaste vattendrag och dess dalgång har en mycket omväxlande karaktär, växlande mellan ett öppet kulturlandskap och forsar och vattenfall.
Nedan presenteras andelen av den totala ytan 2020 i kommunen jämfört med riket.
|  | Bebyggelse (8,9 %) |

|  | Skog (70,3 %) |

|  | Öppen myrmark (2,8 %) |

|  | Jordbruksmark (6,8 %) |

|  | Övrig mark (11,3 %) |

|  | Bebyggelse (3,1 %) |

|  | Skog (68,0 %) |

|  | Öppen myrmark (7,2 %) |

|  | Jordbruksmark (7,4 %) |

|  | Övrig mark (14,3 %) |

### Naturskydd
År 2023 fanns 13 naturreservat i Borås kommun. Bland dessa kan nämnas Kröklings hage, bildat 1962. I reservatet, som är 14 hektar, samsas ädellövskog, blandskog och löväng med raviner, ängsmark och en ekhage. Reservatet är även skyddat som Natura 2000-område. Ett annat exempel är Tranhult vid Viskans strand. Reservatet är artrikt med en flora som bland annat inkluderar örter som vippärt, skogsbingel och underviol samt arter som trollsmultron, rödkörvel och rosenglim.

### Administrativ indelning
Fram till 2016 var kommunen för befolkningsrapportering indelad i tio församlingar – Borås Caroli, Borås Gustav Adolf, Bredared, Brämhult, Fristad, Kinnarumma, Sandhult, Seglora, Sexdrega (ligger även i Svenljunga kommun) samt Toarp.

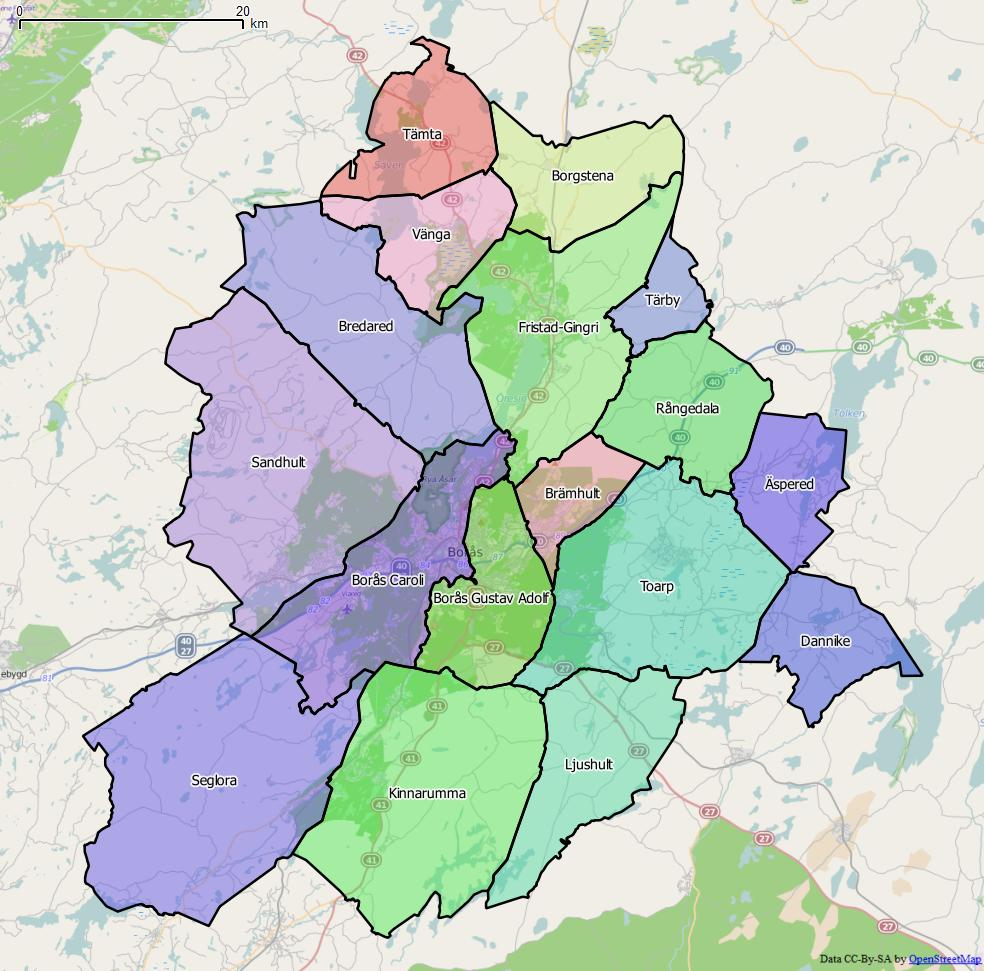
Distrikt inom Borås kommun

År 2016 ersattes församlingarna med 17 distrikt:
| De 17 distrikten i Borås kommun |
| --- |
| - Borgstena - Borås Caroli - Borås Gustav Adolf - Bredared - Brämhult - Dannike - Fristad-Gingri - Kinnarumma - Ljushult - Rångedala - Sandhult - Seglora - Toarp - Tämta - Tärby - Vänga - Äspered |

### Tätorter
År 2020 bodde 91,4 procent av kommunens invånare i någon av kommunens tätorter, vilket var högre än motsvarande siffra för riket där genomsnittet var 87,6 procent. Vid Statistiska centralbyråns tätortsavgränsning 2020 fanns det 19 tätorter i Borås kommun:
| Tätort                   | Befolkning |
| ------------------------ | ---------- |
| Borås                    | 74 042     |
| Fristad                  | 5 834      |
| Dalsjöfors               | 3 892      |
| Sjömarken och Viared     | 3 830      |
| Viskafors                | 3 684      |
| Sandared                 | 3 398      |
| Gånghester och Målsryd   | 2 511      |
| Frufällan                | 1 305      |
| Rydboholm                | 985        |
| Sandhult                 | 586        |
| Bosnäs                   | 468        |
| Dannike                  | 444        |
| Aplared                  | 432        |
| Borgstena                | 423        |
| Rångedala                | 421        |
| Kinnarumma               | 381        |
| Bredared                 | 379        |
| Hedared                  | 349        |
| Sandsjön och Sågbacken * | 4          |

* Del av tätorten ligger inom kommunens gränser. Folkmängden avser den del som ligger inom kommunen.

## Styre och politik

### Styre
Åren 1998–2010 styrdes kommunen av en sexpartikoalition bestående av Moderaterna, Folkpartiet, Kristdemokraterna, Centerpartiet, Vägvalet och Miljöpartiet.
Mandatperioden 2010–2014 styrdes kommunen av de rödgröna i koalition med det lokala partiet Vägvalet. Koalitionen samlade 35 av 73 mandat i kommunfullmäktige. Efter valet 2014 fick ingen av de traditionella blocken egen majoritet. De rödgröna styrde i minoritet med Sverigedemokraterna som vågmästare.
Efter valet 2018 styrdes kommunen av en Mitt-S-samverkan bestående av Socialdemokraterna, Miljöpartiet, Centerpartiet och Liberalerna. Detta då ingen av de traditionella blocken hade egen majoritet. Med stöd av Vänsterpartiet kunde samma koalition fortsätta styra även efter valet 2022.
| År        | Partier | Partier | Partier | Partier | Partier | Partier |
| --------- | ------- | ------- | ------- | ------- | ------- | ------- |
| 1994-1998 | S       |         |         |         |         |         |
| 1998-2002 | M       | C       | FP      | KD      | MP      | VÄG     |
| 2002-2006 | M       | C       | FP      | KD      | MP      | VÄG     |
| 2006-2010 | M       | C       | FP      | KD      | MP      | VÄG     |
| 2010-2014 | S       | V       | MP      | VÄG     |         |         |
| 2014-2018 | S       | V       | MP      |         |         |         |
| 2018-2022 | S       | C       | L       | MP      |         |         |
| 2022-     | S       | C       | L       | MP      |         |         |

### Kommunfullmäktige

#### Presidium
| Presidium 2022–2026    | Presidium 2022–2026 | Presidium 2022–2026 | Presidium 2022–2026 |
| ---------------------- | ------------------- | ------------------- | ------------------- |
| Ordförande             | S                   | Per-Olof Höög       |                     |
| Förste vice ordförande | C                   | Mattias Danielsson  |                     |
| Andre vice ordförande  | KD                  | Hans Gustafsson     |                     |

#### Mandatfördelning 1970–2022
| 27 | 8 | 10 | 9 |

| 43 | 11 |

|  | 36 | 20 | 7 | 14 |

| 66 | 13 |

|  | 35 | 17 | 8 | 16 |

| 62 | 17 |

| 4 | 35 | 15 | 8 | 17 |

| 58 | 21 |

| 4 | 38 | 11 | 5 |  | 20 |

| 55 | 24 |

| 4 | 34 | 7 | 12 | 5 | 17 |

| 52 | 27 |

| 4 | 36 | 4 | 6 | 9 | 5 | 15 |

| 52 | 27 |

| 4 | 33 |  | 6 | 8 | 9 | 17 |

| 53 | 26 |

| 3 | 37 | 3 | 4 | 5 | 6 | 15 |

| 41 | 32 |

| 10 | 25 | 3 | 6 | 3 | 3 | 7 | 16 |

| 41 | 32 |

| 6 | 29 |  | 6 | 4 | 6 | 6 | 14 |

| 41 | 32 |

| 6 | 26 | 3 | 3 |  | 4 | 6 | 5 | 19 |

| 39 | 34 |

| 5 | 24 | 5 |  | 6 | 4 | 6 | 3 | 19 |

| 39 | 34 |

| 6 | 24 | 5 | 9 | 4 | 5 | 3 | 17 |

| 42 | 31 |

| 6 | 23 | 3 | 11 | 5 | 5 | 5 | 15 |

| 43 | 30 |

| 6 | 22 |  | 14 | 4 | 4 | 7 | 14 |

| 41 | 32 |

### Nämnder

#### Kommunstyrelse
| Presidium 2022–2026    | Presidium 2022–2026 | Presidium 2022–2026 | Presidium 2022–2026 |
| ---------------------- | ------------------- | ------------------- | ------------------- |
| Ordförande             | S                   | Ulf Olsson          |                     |
| Förste vice ordförande | C                   | Kerstin Hermansson  |                     |
| Andre vice ordförande  | M                   | Annette Carlson     |                     |

#### Övriga nämnder
| Nämnder                               | Ordförande | Ordförande             | Vice ordförande | Vice ordförande         | Andre vice ordförande | Andre vice ordförande   |
| ------------------------------------- | ---------- | ---------------------- | --------------- | ----------------------- | --------------------- | ----------------------- |
| Arbetslivsnämnden                     | C          | Mattias Danielsson     | S               | Marie Samuelsson        | M                     | Birgitta Bergman        |
| Fritids- och folkhälsonämnden         | C          | Håkan Eriksson         | MP              | Linnea Johansson Kläth  | KD                    | Magnus Jason            |
| Förskolenämnden                       | S          | Andreas Ekström        | V               | Anne Rapinoja           | KD                    | Gunilla Christoffersson |
| Grundskolenämnden                     | S          | Per Carlsson           | L               | Kamran Rousta           | M                     | Martin Nilsson          |
| Gymnasie- och vuxenutbildningsnämnden | L          | Andreas Cerny          | S               | Aneth-Mari Tolfsson     | M                     | Marie Fridén            |
| Individ- och familjeomsorgsnämnden    | MP         | Maria Sjöblom Hyllstam | V               | Inger Landström         | M                     | Hasse Ikävalko          |
| Kulturnämnden                         | S          | Viktor Åberg           | L               | Elsa Hjelmgren          | M                     | Lotta Löfgren Hjelm     |
| Lokalförsörjningsnämnden              | S          | Helene Sandberg        | MP              | Kjell Roger Hjalmarsson | M                     | Anna Christensen        |
| Miljö- och konsumentnämnden           | S          | Lena Sänd              | L               | Fredrik Nilströmer      | M                     | Thomas Roos             |
| Samhällsbyggnadsnämnden               | L          | Morgan Hjalmarsson     | S               | Bengt-Arne Bohlin       | M                     | Lars-Gunnar Comén       |
| Servicenämnden                        | S          | Micael Svensson        | MP              | Mosa Roshanghias        | M                     | Georg Guldstrand        |
| Sociala omsorgsnämnden                | S          | Yvonne Persson         | C               | Anna Grimmestrand       | M                     | Mattias Karlsson        |
| Tekniska nämnden                      | C          | Håkan Torstensson      | S               | Therése Björklund       | SD                    | Björn Qvarnström        |
| Valnämnden                            | S          | Vilhelm Norén          | M               | Cecilie Tenfjord Toftby |                       |                         |
| Vård- och äldrenämnden                | L          | Johan Wikander         | V               | Marjan Garmroudi        | KD                    | Hans Gustafsson         |
| Överförmyndarnämnden                  | S          | Lennart Fors           | M               | Urban Stenkvist         |                       |                         |

Källa:

### Internationella relationer
År 1940, när "Finlands sak var vår", inleddes ett vänortssamarbete med den finska staden Mikkeli, men under krigstiden inleddes även ett vänortssamarbete med den norska kommunen Molde och år 1947 ingicks ytterligare ett vänortssamarbete, denna gång med den danska staden Vejle. Samarbetet med vänorterna inkluderar regelbundet återkommande träffar.
Man har också ett samarbete med
- Alanya, Turkiet
- Modena i Italien
- Gongqing i Kina.
- Espelkamp, Tyskland
- Bila Tserkva, Ukraina - sedan 28 september 2023[25]

## Ekonomi och infrastruktur

### Näringsliv
Tillsammans med övriga Sjuhäradsbygden bildar Borås kommun en av Sveriges mest särpräglade industriregioner som tidigare hade en betydande textilindustri. Under de 15 år som följde efter den stora textilkrisen i slutet på 1960-talet försvann 13 000 arbeten inom branschen. Ett flertal företag lades ned, exempelvis storföretagen Algots och Eiser. Detta ledde till att ett mer mångsidigt näringsliv byggdes upp efter 1970. Statliga institutioner så som Högskolan i Borås lokaliserades till kommunen och nya företag,  främst verkstads- och plastindustri etablerades i Borås. Därutöver skedde en kraftig utbyggnad av den offentliga sektorn i övrigt.
I början av 2020-talet var inslaget av textil och konfektion fortfarande stor påverkan på det lokala näringslivet med företag som F O V Fabrics AB, Fristad Kansas AB, AB Svenskt Konstsilke och väveriet Almedahls AB. 
De största företagen inom verkstadsindustrin var Ericsson AB, Parker Hannifin AB och Volvo Bussar AB. Plastindustrin representeras av bland annat Uponor AB. Ett stort antal postorderfirmor finns i centralorten så som  Ellos AB, H & M Hennes & Mauritz AB, Haléns AB samt huvudkontoren för Gina Tricot, Svea Brudar och Hemtex. I början av 2020-talet var inpendlingen till kommunen större än utpendlingen.

### Infrastruktur

#### Transporter
Riksväg 40 mellan Jönköping och Göteborg genomkorsar Borås. Riksväg 27 mellan Göteborg och Karlskrona passerar genom kommunen. Riksväg 41 mot Varberg går genom södra Borås och riksväg 42 går mot Vårgårda och Trollhättan/Vänersborg genom Knalleland och Sjöbo. Från Borås utgår länsväg 180 åt nordväst.
I väst-östlig riktning genomkorsas kommunen av Kust till kust-banan. I nordsydlig riktning genomkorsas kommunen av Älvsborgsbanan som vid Borås centralstation övergår i Viskadalsbanan. Kust till kust-banan trafikeras av SJ:s fjärrtåg mellan Göteborg och Kalmar samt på linjen Göteborg–Borås av Västtågen som också gör uppehåll i Sandared. Västtågen trafikerar även Älvsborgs-/Viskadalsbanan som förutom i centrala Borås stannar vid Borgstena, Fristad, Knalleland och Viskafors.
I Viared finns även Borås flygplats, invigd 1997.

## Befolkning

### Demografi

#### Befolkningsutveckling
Kommunen har 114 872 invånare (31 december 2024), vilket placerar den på 13:e plats avseende folkmängd bland Sveriges kommuner.
| Befolkningsutvecklingen i Borås kommun 1970–2020                                           | Befolkningsutvecklingen i Borås kommun 1970–2020 | Befolkningsutvecklingen i Borås kommun 1970–2020 | Befolkningsutvecklingen i Borås kommun 1970–2020 | Befolkningsutvecklingen i Borås kommun 1970–2020 |
| ------------------------------------------------------------------------------------------ | ------------------------------------------------ | ------------------------------------------------ | ------------------------------------------------ | ------------------------------------------------ |
|                                                                                            |                                                  |                                                  |                                                  |                                                  |
| År                                                                                         |                                                  |                                                  | Folkmängd                                        |                                                  |
| 1970                                                                                       | 1970                                             |                                                  | 107 562                                          |                                                  |
| 1975                                                                                       | 1975                                             |                                                  | 105 177                                          |                                                  |
| 1980                                                                                       | 1980                                             |                                                  | 102 129                                          |                                                  |
| 1985                                                                                       | 1985                                             |                                                  | 99 963                                           |                                                  |
| 1990                                                                                       | 1990                                             |                                                  | 101 766                                          |                                                  |
| 1995                                                                                       | 1995                                             |                                                  | 96 139                                           |                                                  |
| 2000                                                                                       | 2000                                             |                                                  | 96 883                                           |                                                  |
| 2005                                                                                       | 2005                                             |                                                  | 99 325                                           |                                                  |
| 2010                                                                                       | 2010                                             |                                                  | 103 294                                          |                                                  |
| 2015                                                                                       | 2015                                             |                                                  | 108 488                                          |                                                  |
| 2020                                                                                       | 2020                                             |                                                  | 113 714                                          |                                                  |
| Anm: Observera att kommunens gränser ändrades 1974 och 1995, därav de stora svängningarna. |                                                  |                                                  |                                                  |                                                  |

#### Utländsk bakgrund
Den 31 december 2014 utgjorde antalet invånare med utländsk bakgrund (utrikes födda personer samt inrikes födda med två utrikes födda föräldrar) 28 891, eller 27,00 % av befolkningen (hela befolkningen: 107 022 den 31 december 2014). Den 31 december 2002 utgjorde antalet invånare med utländsk bakgrund enligt samma definition 19 909, eller 20,28 % av befolkningen (hela befolkningen: 98 150 den 31 december 2002).

#### Invånare efter de vanligaste födelseländerna
Den 31 december 2014 utgjorde folkmängden i Borås kommun 107 022 personer. Av dessa var 21 106 personer (19,7 %) födda i ett annat land än Sverige. I denna tabell har de nordiska länderna samt de 12 länder med flest antal utrikes födda (i hela riket) tagits med. En person som inte kommer från något av de här 17 länderna har istället av Statistiska centralbyrån förts till den världsdel som deras födelseland tillhör.
| Födelseland      | Födelseland                       | Födelseland |
| ---------------- | --------------------------------- | ----------- |
| 31 december 2014 |                                   |             |
| 1                | Sverige                           | 85 916      |
| 2                | Finland                           | 3 479       |
| 3                | Asien: Övriga länder              | 2 269       |
| 4                | Europeiska unionen: Övriga länder | 2 061       |
| 5                | Somalia                           | 1 425       |
| 6                | / SFR Jugoslavien/FR Jugoslavien  | 1 388       |
| 7                | Bosnien och Hercegovina           | 1 237       |
| 8                | Irak                              | 1 230       |
| 9                | Iran                              | 1 211       |
| 10               | Europa utom EU: Övriga länder     | 1 071       |
| 11               | Afrika: Övriga länder             | 767         |
| 12               | Polen                             | 757         |
| 13               | Afghanistan                       | 719         |
| 14               | Syrien                            | 510         |
| 15               | Sydamerika                        | 498         |
| 16               | Tyskland                          | 458         |
| 17               | Thailand                          | 385         |
| 18               | Norge                             | 379         |
| 19               | Turkiet                           | 291         |
| 20               | Danmark                           | 265         |
| 21               | Nordamerika                       | 246         |
| 22               | Kina                              | 217         |
| 23               | Sovjetunionen                     | 151         |
| 24               | Island                            | 58          |
| 25               | Oceanien                          | 28          |
| 26               | Okänt födelseland                 | 6           |

### Språk
Borås är en finsk förvaltningskommun sedan 2010. 2012 utsågs Borås av Sverigefinländarnas delegation till Sveriges bästa finska förvaltningskommun. 2018 hade kommunen över 13 500 finsktalande i sin befolkning och även en finsk förskoleavdelning samt finska platser i äldreomsorgen.

## Kultur

### Kulturarv
Vid Tämta ödekyrkogård finns en kyrkogård med gravvårdar från 1600-talet och fram till 1800-talet då kyrkan revs. I området finns även ruinen efter den lilla stenkyrkan. En del av stenarna från kyrkan har använts till att bygga en mur kring den kyrkan som kom att ersätta den rivna kyrkan, Tämta kyrka. Även andra inventarier flyttades dit. Andra kyrkor i kommunen som kan nämnas är Brämhults kyrka och Hedareds stavkyrka.
Ett annat exempel på kulturarv i kommunen är Bosgården i Gingri. Där finns gravfält från järnåldern i närheten av en gammal kyrkogård. I närheten finns också stenrösen. I området har det hittats en rad fornlämningar.

### Kommunvapen
Blasonering: I rött fält två ullsaxar av silver, den högra störtad.
Borås kommunvapen innehåller Ullsaxar som härstammar från bestämmelser i Borås stads privilegiebrev från 1622. Det fastställdes som stadsvapen av Kungl Maj:t 1939. Trots den segdragna kommunbildningen och att flera av de ingående tidigare enheterna hade haft egna vapen kunde vapnet registreras för kommunen i PRV redan 1974.